# Sherman Obando
Sherman Omar Gainor Obando (nacido el 23 de enero de 1970 en la provincia de Bocas del Toro, Panamá) es un exjugador de béisbol de las Grandes Ligas, jugando en los Orioles de Baltimore y los Expos de Montreal, y exjugador de la Liga Profesional de Japón. Su principal posición era jardinero, aunque a veces jugaba como primera base o bateador designado.

## Carrera en las Grandes Ligas
Fue contratado por los Yankees de Nueva York en 1987 y luego traspasado a los Orioles de Baltimore en 1992. Hizo su debut en las Grandes Ligas con los Orioles el 19 de abril de 1993 y terminó la temporada con 3 cuadrangulares y 15 carreras impulsadas. Nuevamente fue promovido a las mayores en 1995, pero solo jugó 16 partidos. Al año siguiente, fue intercambiado a los Expos de Montreal por el jardinero Tony Tarasco y jugó 89 partidos en 1996, haciendo 8 cuadrangulares y 22 carreras impulsadas. Desde entonces, su tiempo de juego comenzó a declinar y jugó su último partido en las Grandes Ligas el 21 de julio de 1997.

## Carrera en la Liga Profesional Japonesa
Obando fue firmado por los Nippon Ham Fighters en la mitad de la temporada de 1999. Jugó de manera pobre sus primeros partidos, pero gradualmente mejoró, finalizando con 20 cuadrangulares, 62 carreras impulsadas y un promedio de bateo de .306 en 94 partidos.
En su segundo año logró 30 cuadrangulares, 101 carreras impulsadas y su promedio de bateo fue de .332 a pesar de que no jugó 30 partidos debido a una lesión. Su promedio de bateo fue el segundo más alto en la Pacific League, luego de Ichiro Suzuki, y su porcentaje de “slugging” fue el más alto en la liga. Jugó en el juego de las estrellas y ganó el Best Nine Award de ese año. En un juego contra los Seibu Lions, bateó un cuadrangular que rompió los lentes de una cámara que estaba a lado de la pantalla trasera del Seibu Dome.
Con el retiro de Ichiro Suzuki, Obando tuvo una buena oportunidad de ganar la triple corona, pero una lesión en la rodilla lo obligó a abandonar en la mitad de la temporada de 2001. Increíblemente, contribuyó con 15 cuadrangulares y 51 carreras impulsadas en solo 52 juegos (es decir, que hizo una carrera impulsada en casi todos los partidos que jugó).
En 2002 jugó en 118 partidos, bateando 26 cuadrangulares y 68 carreras impulsadas. Sin embargo, su lesión en la rodilla durante la baja temporada y la disminución en su promedio de bateo (.263) obligaron al Fighters a liberarlo en la baja temporada. Recibió una oferta de contrato del Chunichi Dragons, pero declinó a favor de regresar a los Estados Unidos. 
En 2004, el Hokkaido Nipón Ham Fighters envió a dos de sus jugadores regulares a participar en los Juegos Olímpicos de Atenas, y Obando viajó a Japón con su propio dinero para ofrecer sus servicios a su antiguo equipo. Fue firmado de manera inmediata a mitad de la temporada y bateó 8 cuadrangulares y 25 carreras impulsadas con un promedio de bateo de .338 en 42 partidos. Su bateo de agarre contribuyó al equipo, avanzando a los Fighters a los playoffs en ese mismo año.
Obando comenzó la temporada de 2005 con los Fighters, pero tuvo un bajón en su efectividad y fue liberado luego de 24 partidos. Jugó seis temporadas (cuatro completas) en la Pacific League japonesa.

## Clásico Mundial de Béisbol
Obando fue elegido miembro del equipo panameño de béisbol y jugó como bateador designado como quinto bate. Su equipo perdió en la ronda preliminar del torneo.

## Estadísticas
Grandes Ligas
- 177 partidos
- 85 hits
- 13 cuadrangulares
- 49 carreras impulsadas
- Promedio de bateo: .239

Liga Profesional Japonesa
- 437 partidos
- 458 hits
- 102 cuadrangulares
- 314 carreras impulsadas
- Promedio de bateo: .294